# Mauricio Wainrot
Mauricio Wainrot (Buenos Aires, 29 de septiembre de 1946)es un coreógrafo argentino. Es una de las mayores figuras de la danza contemporánea argentina, y exrepresentante Especial para Asuntos Culturales de la Cancillería Argentina.

## Inicios
Nació en una familia de inmigrantes polacos; su padre, Jacobo era zapatero y falleció de cáncer cuando Mauricio tenía 17 años; su mamá, Clara Raquel, trabajaba cuidando niños. Su padre fue quien lo llevó por primera vez, en 1952, a la Escuela Nacional de Danzas, pero fue rechazado. Después de la muerte de su padre comenzó a estudiar teatro y a los 20 años fue que se inició en la danza.
Estudió danza en el Teatro Colón de Buenos Aires con los maestros Vasil Tupin y Eda Aisemberg. En 1968 se creó el Ballet Contemporáneo del Teatro San Martín de Buenos Aires bajo la dirección artística de Oscar Aráiz, del que formó parte como bailarín desde el inicio y hasta 1970. En 1977 ingresó al nuevo grupo de danza contemporánea del mismo teatro, que fuera dirigido por Ana María Stekelman. En 1982 asume por primera vez la dirección artística de este grupo, trabajo que realizó hasta 1994. Luego de crear varias obras para el Grupo de danza Contemporánea del Teatro San Martín, en 1986 es invitado por el coreógrafo Ulf Gaad, director artístico del Goteborg Opera Ballet de Suecia, a presentar con la mencionada compañía europea sus obras Anne Frank, Sinfonía de Salmos y Tres Danzas Argentinas.

## Carrera internacional
Después de esta invitación comienza su carrera internacional, recibe invitaciones para montar sus obras en varias compañías del mundo, entre las cuales se encuentran el Royal Swedish Ballet, Ballet de l´Opera de Bordeaux, Ballet du Capitole, Ballet de l´Opera de Niza, en Francia, English National Ballet, el Royal Ballet of Flanders, Ballet Royal de Wallonie ambas en Bélgica, Royal Winnipeg Ballet de Canadá, Staatstheater Hannover (Opera) y el Staatstheater Wiesbaden ( Opera) en Alemania, Bat Dor dance Company of Israel, Singapore Dance Theatre, Julio Bocca y el Ballet Argentino, el Hubbard Street Dance Chicago, el Ballet Florida, el North Carolina Dance Theater, el Cincinnati Ballet, el Juilliard Dance Ensemble, en los Estados Unidos, el Bat Dor Dance Company de Israel, Les Ballet Jazz de Montréal, el Ballet Nacional de México, Ballet Nacional Chileno, Ballet de Santiago de Chile y el Ballet del Teatro Colón, entre otras instituciones.
En 1986, deja Argentina para residir primero en Bruselas y luego en Montreal. Monta para Les ballets Jazz de Montreal, Canadá, tres obras: Libertango, Fiesta y After que se estrenaron en octubre de ese mismo año. En 1988 es nombrado coreógrafo residente de esta compañía. En 1992 será nombrado como director artístico de Les ballets Jazz de Montreal, trabajo que desarrolló hasta 1994.
En 1991 recibió la invitación del Royal Ballet de Flandes, de Bélgica, para crear algunas coreografías, y posteriormente fue nombrado Guest Permanent Choreographer. Esta colaboración finalizó en 2004 creando 11 obras para ellos: Carmina Burana, El Mesías, Las 8 Estaciones, Consagración de la Primavera, Tango Plus, Looking Through Glass, Beyond Memory, Pájaro de Fuego, Canciones del Caminante, Journey y Distant Light. 
Fue jurado del Concurso Coreográfico de la Villa de Madrid en 1992 y en 1997. En el 2004 fue director Artístico del work-shop de coreografía: Swiss Choreographic Project, patrocinado por el Gobierno de Suiza. Fue invitado a participar como jurado en la Competición de Danzas del Mundo en Montecarlo en el 2000, el Prix de Laussane en 2006, el Benois de la Danse y el New York Internacional Dance Competition en 2007 donde fue nuevamente invitado en 2009. En 2010 nuevamente fue jurado del Prix de Laussane en Suiza.

## Regreso a Argentina
En 1999 asume nuevamente la dirección artística del Ballet Contemporáneo del Teatro San Martín, cargo que ocupó hasta junio de 2016, que dejó debido a su nombramiento como Director Nacional de Asuntos Culturales de la Cancillería Argentina, cargo que ocupó hasta finales de 2017. 
En 2004 Wainrot formó parte como director y coreógrafo del film 18J, realizado en conmemoración del 10 año del atentado a la AMIA.
Fue primer bailarín invitado del Royal Winnipeg Ballet de Canadá, del Ballet del Teatro Municipal de Río de Janeiro y del Ballet de Cámara de Caracas. 
Fue coreógrafo permanente del Royal Ballet de Flandes, de Bélgica, desde 1991 hasta 2004, creando para esta compañía europea 11 de sus obras: Carmina Burana, El Mesías, Las 8 estaciones, Consagración de la primavera, Tango plus, Looking through Glass, Beyond memory, Pájaro de fuego, Canciones del caminante, Journey y Distant light.
Wainrot ha sido profesor invitado en el MUDRA Internacional, escuela de danza del Ballet del Siglo XX bajo la dirección de Maurice Bejart, en Bruselas, en la Hochschule fur Müsik und Darstellende Kunste en Frankfurt, (Escuela Superior de Arte de Espectáculos y Música en la Juilliard School de New York), en la Universidad de Iowa, y en Buenos Aires en la Escuela de Arte del Teatro Colón y del Taller de Danza del Teatro San Martín.
Junto a su pareja, el escenógrafo y artista plástico Carlos Gallardo, crearon más de 40 obras, que han sido representadas por 44 compañías de danza y ballet en todo el mundo.

## Premios y reconocimientos
- 1991: Premio APES de la Asociación de Críticos de Chile a la mejor producción del año, por Anne Frank
- 1993: Choo-San Go Choreographic Award, por Perpetual Motion[10] obra que creó para el Hubbard Street Dance Chicago.
- 1994: Premio APES de la Asociación de Críticos de Chile a la mejor producción del año, por 4 Janis para Joplin
- 1998: Choo-San Go Choreographic Award, por Now and Then,[11] creada para el Richmond Ballet.
- 1998: Premio APES de la Asociación de Críticos de Chile a la mejor producción del año, por Libertango
- 1999: Premio APES de la Asociación de Críticos de Chile a la mejor producción del año, por El Mesías
- 1999: Premio Konex de Platino por Mejor Coreógrafo de la Década en Argentina.[12]
- 1999: Premio Teatros del Mundo, Universidad de Buenos Aires, por Mejor Producción de Danza del año 1999
- 2000: Premio Trinidad Guevara por Un Tranvía Llamado Deseo
- 2000: Premio ACE de la Asociación de Críticos de Argentina a la mejor producción del año, por Un Tranvía Llamado Deseo
- 2001: Premio Teatro XXI a la Mejor Producción de Danza del Año por Now and Then
- 2002: Premio Maria Ruanova del Consejo Argentino de la Danza.
- 2003: Gran Premio Internacional Benois de la Danse, Mención especial por su obra
- 2007: Premio Laurel de Plata a la Personalidad del Año, otorgado por el Rotary Club de Buenos Aires.
- 2008: Condecoración Caballero de la Orden de Leopoldo I de Bélgica, por su gran aporte artístico al mundo de la danza.[13]
- 2014: nominado al Gran Premio Benois de la Danse 2014, por su creación La Canción de la Tierra, (Das Lied von der Erde), creada en noviembre de 2014 para el Ballet Contemporáneo del Teatro San Martín. La ceremonia se realizó en el Teatro Bolshoi de Moscú.
- 2006 Premio Clarín por La Tempestad, mejor obra coreográfica.

## Obras
| Año  | Obra                               | Compañía de estreno                        |
| ---- | ---------------------------------- | ------------------------------------------ |
| 1979 | Reflections                        |                                            |
| 1981 | Fiesta                             |                                            |
| 1982 | Symphony of psalms                 |                                            |
| 1984 | Libertango                         |                                            |
| 1984 | Anne Frank                         |                                            |
| 1985 | Three argentinian dances           |                                            |
| 1986 | Ariata                             |                                            |
| 1987 | Renascent                          |                                            |
| 1988 | Stroolling                         |                                            |
| 1988 | Derivations                        |                                            |
| 1989 | 4 Janis for Joplin                 |                                            |
| 1990 | After                              |                                            |
| 1990 | From far away                      |                                            |
| 1990 | Echoes                             |                                            |
| 1992 | Nocturnos                          |                                            |
| 1992 | Beyond memory                      |                                            |
| 1992 | Concerti y no                      |                                            |
| 1993 | Perpetual motion                   |                                            |
| 1993 | Firebird                           |                                            |
| 1994 | Rite of sping                      |                                            |
| 1994 | Swing the cat                      |                                            |
| 1995 | Tam bu le                          |                                            |
| 1996 | Messiah                            | Royal Ballet de Flanders                   |
| 1996 | The dibbuk                         |                                            |
| 1997 | Estaciones porteñas                |                                            |
| 1997 | Looking through glass              |                                            |
| 1997 | Minimal                            |                                            |
| 1998 | Carmina Burana                     |                                            |
| 1998 | Messiah                            | Ballet de Santiago                         |
| 1999 | Now and then                       |                                            |
| 1999 | After dark                         |                                            |
| 2000 | Wayfarer songs                     |                                            |
| 2000 | On and off                         |                                            |
| 2000 | Un tranvía llamado deseo           | Ballet Contemporáneo del Teatro San Martín |
| 2001 | Another voices                     |                                            |
| 2001 | Not time                           |                                            |
| 2001 | The eight seasons                  |                                            |
| 2002 | Distant light                      |                                            |
| 2003 | Journey                            |                                            |
| 2004 | Travesías                          |                                            |
| 2004 | Estaciones de Buenos Aires         |                                            |
| 2005 | Medea                              |                                            |
| 2005 | Sonata 17                          |                                            |
| 2006 | La tempestad                       |                                            |
| 2007 | Carmen, la pasión                  |                                            |
| 2008 | Voyages                            |                                            |
| 2009 | Voices of silence                  |                                            |
| 2010 | Chopin, number 1                   |                                            |
| 2012 | Carmen                             |                                            |
| 2014 | Barbero de Sevilla, Opera          |                                            |
| 2015 | Litoral                            |                                            |
| 2015 | Rapsodia sobre un tema de Paganini |                                            |
| 2015 | Himno a la Alegría                 | Ballet Contemporáneo del Teatro San Martín |